# Andrea Forzano
Andrea Forzano, talvolta indicato come Andrea Della Sabbia (Viareggio, 2 febbraio 1915 – Roma, 22 dicembre 1992), è stato un regista e sceneggiatore italiano.

## Biografia
Andrea Forzano nasce a Viareggio nel 1915, figlio del commediografo e regista Giovacchino Forzano, dopo gli studi liceali, diventa uno dei maggiori collaboratori del padre, seguendolo nel suo lavoro sia come aiuto regista che come collaboratore alla produzione.
Dopo il periodo di apprendistato dirige negli studi di Tirrenia, di proprietà del padre, il suo primo film Ragazza che dorme, la sua attività nel cinema sarà molto discontinua anche per ragioni familiari, il suo secondo film girato nel 1943, La casa senza tempo, uscirà nelle sale solo a guerra finita, notevolmente rimaneggiato, sia nel montaggio che nel doppiaggio.
Nel 1952 collabora alla sceneggiatura di Imbarco a mezzanotte diretto da Joseph Losey, dopo altre due regie termina la sua presenza nel cinema italiano con la sceneggiatura di Un canto nel deserto, film destinato ad un pubblico popolare e diretto da Marino Girolami.

## Filmografia

### Regista
- Ragazza che dorme (1940)
- La casa senza tempo (1943)
- Pellegrini d'amore (1954)
- Il canto dell'emigrante (1955)

### Sceneggiatore
- Imbarco a mezzanotte, regia di Joseph Losey (1952)
- Un canto nel deserto, regia di Marino Girolami (1960)